# Hunya
Hunya ist eine ungarische Gemeinde im Kreis Gyomaendrőd im Komitat Békés.

## Geografische Lage
Hunya liegt ungefähr 15 Kilometer nordwestlich der Stadt Békéscsaba und 14 Kilometer südlich der Kreisstadt Gyomaendrőd. Nachbargemeinden sind Örménykút, Kondoros und Mezőberény.

## Sehenswürdigkeiten
- Relieftafeln mit Motiven des Handwerks an einem ehemaligen Genossenschaftsladen
- Römisch-katholische Kirche Szent László, ursprünglich 1897 erbaut, 1999 durch Brand zerstört und 2000 neu errichtet
- Szent-László-Statue an der Kirche

## Verkehr
Nördlich von Hunya verläuft die Landstraße Nr. 4641. Es bestehen Busverbindungen nach Gyomaendrőd und Kondoros. Der nächstgelegene Bahnhof befindet sich östlich in Mezőberény.